# Feier vom Leiden und Sterben Christi

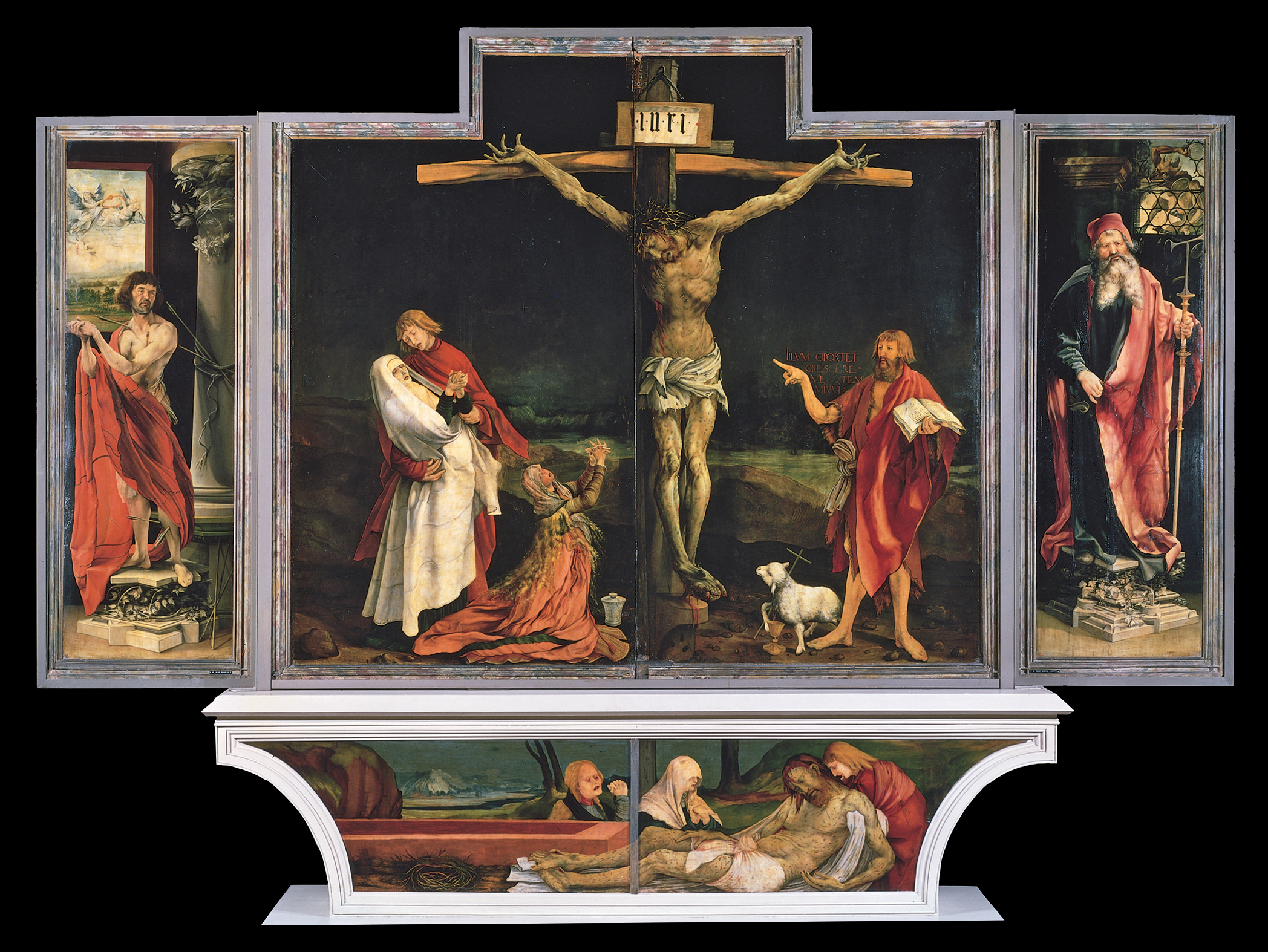
Isenheimer Altar von Matthias Grünewald mit der Darstellung der Kreuzigung und Grablegung Christi

Die Feier vom Leiden und Sterben Christi (auch Karfreitagsliturgie genannt) ist in der Liturgie der Lateinischen Kirche der Hauptgottesdienst am Nachmittag des Karfreitags. Dabei gedenken die Gläubigen des Erlösungstodes Jesu Christi am Kreuz.

## Aufbau der Feier
Der schlichte Gottesdienst in der an diesem Tag völlig schmucklosen Kirche besteht aus drei Teilen mit unterschiedlichem liturgiegeschichtlichen Hintergrund:
- Wortgottesdienst mit dem Vortrag der Passion und den Großen Fürbitten (römische Tradition)
- Erhebung und Verehrung des Heiligen Kreuzes (aus Jerusalem übernommen)
- Kommunionfeier (nach altem Brauch Konstantinopels, seit dem 7. Jahrhundert in Rom bekannt).

Der Gottesdienst beginnt – wenn möglich – um 15 Uhr, zur überlieferten Todesstunde Jesu, und keinesfalls später als 18 Uhr. Die liturgische Farbe ist seit der Liturgiereform des Zweiten Vatikanischen Konzils nicht mehr Schwarz, sondern Rot. Rot steht hier als Zeichen für das im Leiden und Sterben Jesu vergossene Blut. Auf die Verwendung von Weihrauch wird verzichtet.

### Wortgottesdienst
Der Wortgottesdienst des Karfreitags bildet den alten und eigentlichen Kern der „Feier vom Leiden und Sterben Christi“. Er beginnt nach schweigendem Einzug mit einem stillen Gebet aller, währenddessen sich die zelebrierenden Priester (und örtlich auch die liturgischen Dienste) als Zeichen äußerster Demut auf den Boden hinstrecken (Prostratio) und die übrigen Mitfeiernden niederknien. Das stille Gebet schließt (daher ohne „Lasset uns beten“) mit der Oration des Vorstehers und dem „Amen“ der Gemeinde. Der Beginn im Schweigen nimmt die Stille am Ende der Messe vom Vorabend, der Messe vom letzten Abendmahl am Gründonnerstag, auf.
Es folgen Schriftlesungen aus Jesaja 52,13–53,12  und Hebr 4,14–16; 5,7–9 , dazwischen der Gesang von Psalm 31 . Höhepunkt der Wortfeier ist die Verkündigung des Leidensevangeliums Christi (Passion) nach dem Evangelisten Johannes, die in der Regel mit verteilten Rollen (Evangelist, Worte Jesu, Worte sonstiger Personen) erfolgt (Joh 18,1–19,42 ). An die Passion schließt sich gegebenenfalls eine kurze Predigt an.
Die nun folgenden Großen Fürbitten tragen die Anliegen der Kirche, der Welt und der Notleidenden vor Gott. Jede der zehn Fürbitten (Für die heilige Kirche – für den Papst – für alle Stände der Kirche – für die Katechumenen – für die Einheit der Christen – für die Juden – für alle, die nicht an Christus glauben – für alle, die nicht an Gott glauben – für die Regierenden – für alle notleidenden Menschen) besteht aus vier Teilen:
- Gebetseinladung mit Nennung des Anliegens durch den Diakon, wenn ein solcher mitwirkt
- stilles Gebet im Knien
- zusammenfassende Oration des Priesters
- „Amen“ als Ausdruck der Bekräftigung der Bitte durch alle Gläubigen.

Die Fürbitte für die Juden (lateinisch Oremus et pro perfidis Judaeis „Lasst uns beten für die ungläubigen Juden“) reicht bis ins frühe Mittelalter zurück und wurde 1570 festgelegt. Ihr bis ins 20. Jahrhundert gebrauchter Wortlaut konnte als abwertend empfunden werden und ist heute in einer Fassung formuliert, die die Wertschätzung für das Volk Israel zum Ausdruck bringt und die Bestimmung des jüdischen Volkes offenlässt: „Lasst uns auch beten für die Juden, zu denen Gott, unser Herr, zuerst gesprochen hat: Er bewahre sie in der Treue zu seinem Bund und in der Liebe zu seinem Namen, damit sie das Ziel erreichen, zu dem sein Ratschluss sie führen will.“ Mit dem päpstlichen Schreiben Summorum Pontificum wurden 2007 erweiterte Ausnahmen möglich (etwa für Ordensgemeinschaften, kleinere Gruppen innerhalb einer Gemeinde oder für Personalpfarreien), um den Karfreitagsgottesdienst nach der vorkonziliaren Liturgie von 1962 zu feiern. Nach Protesten gegen die damit verbundene prinzipielle Gleichstellung des alten Gebets „Für die Bekehrung der Juden“ führte Papst Benedikt XVI. 2008 eine neue Kompromissformulierung ein. Diese stieß innerhalb und außerhalb der katholischen Kirche zum Teil auf Kritik.

### Kreuzverehrung

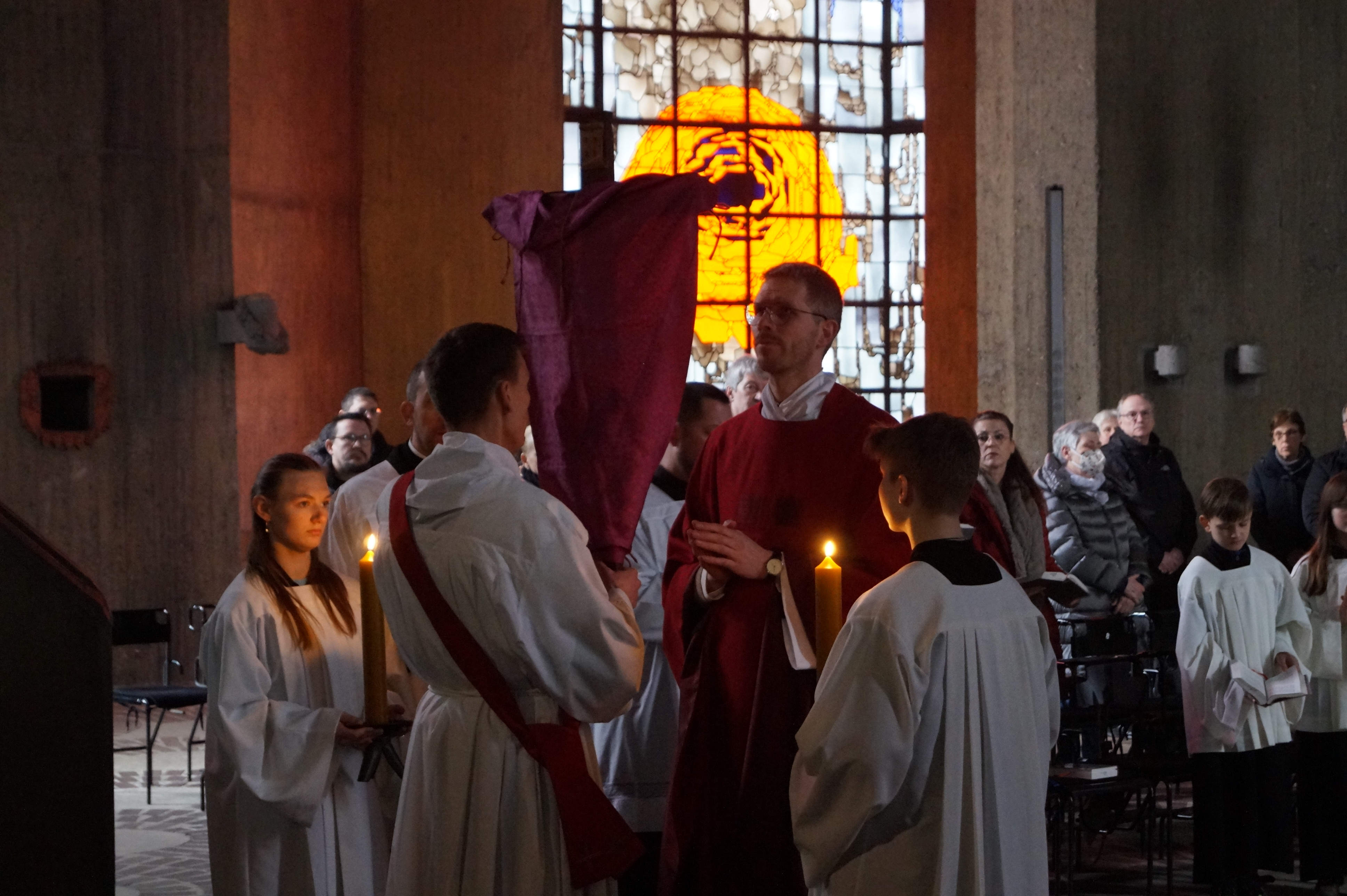
Kreuzenthüllung (Mariendom Neviges 2023)

Die Kreuzverehrung (Adoratio crucis), ein Sakramentale, bildet den zweiten Teil der Feier. Dabei wird entweder ein verhülltes Kreuz mit oder ohne Darstellung des Gekreuzigten, begleitet von zwei brennenden Kerzen, in den Altarraum gebracht, dort in drei Stationen enthüllt und gezeigt, oder ein unverhülltes Kreuz wird in einer Prozession vom Kircheneingang zum Altarraum getragen, und währenddessen dreimal die Kreuzerhöhung mit dem Aufruf zur Kreuzverehrung vorgenommen. Dieser traditionelle, dreimal wiederholte Gebetsruf wird vom Priester gesungen und lautet:
Ecce lignum crucis, in quo salus mundi pependit oder
Seht das Kreuz, an dem der Herr gehangen, das Heil der Welt
Die Gemeinde respondiert:
Venite adoremus oder
Kommt, lasset uns anbeten.

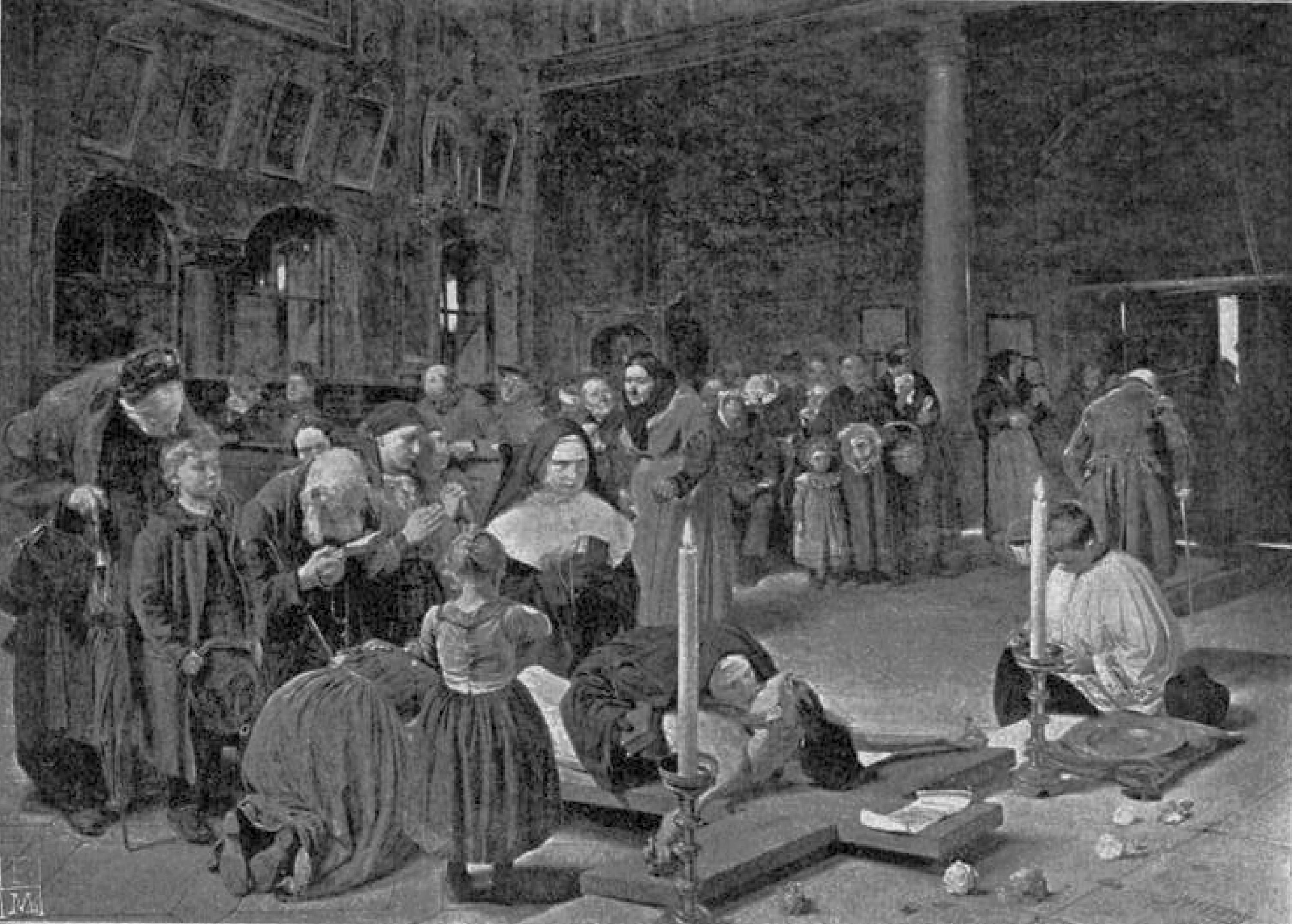
Adoratio crucis, Mark Thedy, um 1898

Danach treten alle Mitfeiernden prozessionsweise zum Kreuz, das im Altarraum aufgestellt ist, gehalten wird oder niedergelegt ist, und verehren es durch die klassischen Zeichen der Kniebeuge und des Kusses. Zunehmend üblich werden auch andere Formen der Kreuzverehrung wie das Niederlegen von Blumen. Während der Prozession werden traditionell die großen und kleinen Improperien (Heilandsklagen) gesungen.
Von der Enthüllung des Kreuzes an wird es bis zur Osternacht beim Vorüberschreiten durch eine doppelte oder einfache Kniebeuge geehrt, wie sonst das ausgesetzte Allerheiligste.
Diese Form der Kreuzverehrung wird nicht als Mitleidsbezeugung gegenüber dem Gekreuzigten verstanden, sondern als „Huldigung an den am Kreuz triumphierenden Herrn“. Verschiedene Gesänge begleiten die Kreuzverehrung, an erster Stelle ein aus den Ostkirchen übernommenes Responsorium, das den österlichen Charakter auch der Karfreitagsfeier erkennen lässt: „Dein Kreuz, o Herr, verehren wir, und deine heilige Auferstehung rühmen und preisen wir: Denn siehe, durch das Holz des Kreuzes kam Freude in alle Welt“. Gebräuchliche Gesänge sind auch die sehr alten Improperien, „Heilges Kreuz, sei hochverehret“, „O Haupt voll Blut und Wunden“ und der Hymnus Pange lingua gloriosi proelium certaminis des Venantius Fortunatus. Gesungen wird a cappella, das heißt, nicht von Instrumenten begleitet.

### Kommunionfeier
Zur folgenden schlichten Kommunionfeier wird der bis dahin nackte Altar mit einem Altartuch bedeckt. Sie wird eingeleitet mit dem Vaterunser und abgeschlossen durch ein Dankgebet nach dem Kommunionempfang. Da am Karfreitag keine Eucharistiefeier stattfindet, werden für die Kommunion genügend Hostien aus der Messe vom Letzten Abendmahl am Gründonnerstag aufbewahrt, die jetzt vom Priester oder Diakon in Begleitung von zwei Ceroferaren mit brennenden Kerzen in einer Prozession unter Schweigen aus einer Seitenkapelle, von einem Nebenaltar oder aus der Sakristei herbeigebracht werden. Der Tabernakel war seit Gründonnerstag leer und geöffnet.
Die Feier der Kommunion mit „vorgeheiligten Gaben“ (Praesanctificata) gehört seit dem 8. Jahrhundert fest zur Karfreitagsliturgie auch der Westkirche, der Empfang der heiligen Kommunion aber beschränkte sich seit dem hohen Mittelalter (in Deutschland ab dem 16. Jahrhundert) auf den Klerus, in kleineren Gemeinden auf den Priester (Laien erhielten auf Wunsch die Kommunion außerhalb der Feier). Papst Pius XII. veranlasste 1955 eine Reform der Karwochenliturgie und stellte die ursprüngliche Ordnung der Kommunionfeier für die ganze Gemeinde, Kleriker und Laien, wieder her.
Den Kranken und Sterbenden kann die Kommunion auch außerhalb der Feier gereicht werden.
In der liturgiewissenschaftlichen Diskussion wird die Kommunionfeier am Karfreitag nicht unkritisch betrachtet. Das im deutschsprachigen Raum mancherorts üblich gewordene Unterlassen der Kommunionfeier am Karfreitag („eucharistisches Fasten“) ist in der geltenden kirchlichen Ordnung nicht vorgesehen. Der geistliche Sinn des Empfangs der Kommunion am Karfreitag ist die innige, sakramentale Vereinigung der Gläubigen mit dem leidenden und sterbenden Christus. Dagegen wird eingewandt, dass die Kommunionfeier „die Grundstruktur des alten Osterfastens, das Warten auf das Kommen des Auferstandenen zur österlichen Eucharistie, störend durchkreuze“.

### Abschluss und anschließendes Brauchtum
Die Feier vom Leiden und Sterben Christi endet nach der Kommunion und einer Zeit des Schweigens mit einem Segensgebet über das Volk. Der Priester breitet zum Segen die Hände aus, auf den Segensgestus des Kreuzzeichens wird verzichtet. Da die Gottesdienste des Triduum Sacrum als eine Liturgie angesehen werden, gibt es keine liturgische Entlassung. Alle verlassen schweigend die Kirche. Zu passender Zeit wird der Altar völlig entblößt. Altartuch und Korporale, die bei der Kommunionfeier benötigt wurden, werden entfernt.
Örtlich schließt sich als fromme Übung eine Feier der „Grablegung Christi“ an. Die Gläubigen suchen das nun enthüllte Kreuz bis zum Abend des Karsamstags zur stillen Verehrung im Gebet auf. Es herrschen Trauer, Schweigen und Grabesruhe.

## Reform der Karfreitagsliturgie 1955
Einige Elemente der Feier vom Leiden und Sterben Christi gehen auf frühchristliche Gottesdienstfeiern zurück. Eine umfassende Reform der Karwochenliturgie durch Papst Pius XII. im Jahr 1955 nahm an der Karfreitagsliturgie mit Wirkung zum Karfreitag 1956 nur kleinere Änderungen vor, ebenfalls die Liturgiereform des Zweiten Vatikanischen Konzils, die 1970 in Kraft trat. Die Grundstruktur des Gottesdienstes blieb gleich.
|                                    | Vor der Reform | Ab 1956 | Ab 1970                                                                        |
| ---------------------------------- | --- | --- | ------------------------------------------------------------------------------ |
| Zeitpunkt                          | am Vormittag (Metten bereits am Abend des Gründonnerstags) | gegen 15 Uhr, aus seelsorglichen Gründen zwischen 12 und 21 Uhr | gegen 15 Uhr, aus seelsorglichen Gründen auch später, jedoch nicht nach 18 Uhr |
| Gewänder und liturgische Farben    | schwarze Kasel, zur Kreuzverehrung abgelegt; Diakon und Subdiakon tragen evtl. die gefaltete Kasel (Planeta plicata bzw. Stola largior) | Albe und schwarze Stola, zu den Fürbitten schwarzes Pluviale, zur Kommunionfeier violette Kasel; Diakon und Subdiakon tragen Dalmatik bzw. Tunicella in denselben Farben | durchgehend rote Kasel                                                         |
| Prostratio                         | Der Altar wird während der Prostratio mit einem Altartuch bedeckt. | Das Altartuch wird erst zu den Großen Fürbitten aufgelegt; neu: Oration nach der Prostratio | Die Prostratio ist fakultativ und kann auch durch Niederknien ersetzt werden.  |
| Große Fürbitten                    | an der Epistelseite gebetet; Diakon und Subdiakon stehen gestaffelt auf den Stufen unterhalb des Priesters; keine Kniebeuge bei der „Fürbitte für die ungläubigen Juden“ | in der Mitte des Altars gebetet; Diakon und Subdiakon flankieren den Priester am Altar. Einige Fürbitten werden zwischen 1958 und 1970 schrittweise geändert. Die Fürbitte „für die Irrgläubigen und Abtrünnigen“ erhält neu die Überschrift „Für die Einheit der Kirche“. Auch bei der „Fürbitte für die Juden“ beugen die Gläubigen nun das Knie. | Vom Priestersitz, vom Ambo oder vom Altar aus geleitet.                        |
| Kreuzverehrung                     | Kruzifix und Leuchter stehen auf dem Altar, die Leuchter sind noch nicht angezündet; dies geschieht erst gegen Ende der Kreuzverehrung, vor der Prozession mit dem Allerheiligsten. Der Priester legt die Kasel ab, nimmt an der Epistelseite des Altars vom Diakon das Kreuz entgegen und beginnt im hinteren Teil der Epistelseite mit der Enthüllung des Kreuzes, setzt sie an der vorderen rechten Altarecke fort und beendet die Kreuzenthüllung in der Mitte des Altars. Dann legt er das Kreuz vor dem Altar ab; dort ist ein Ort mit einem violetten Kissen und einem weißen Leinentuch vorbereitet, das das Grabtuch symbolisiert. Der Zelebrant legt die Schuhe ab und verehrt das Kreuz mit einer dreifachen doppelten Kniebeuge und einem Kuss. Dann legt er die Schuhe und die Kasel wieder an. Das Kreuz wird nach der Verehrung durch die Gemeinde auf den Altar gestellt, die Kerzen dort werden jetzt angezündet; der Diakon breitet auf dem Altar das Korporale aus. | Zur Kreuzverehrung wird von Diakon oder Priester ein Kruzifix in den Altarraum getragen, das von zwei Ministranten mit Leuchtern begleitet wird, und in drei Schritten enthüllt. Das Kruzifix wird bei der Verehrung von zwei Akolythen oder Ministranten oder auch dem Zelebranten selbst gehalten, die mittig auf den Altarstufen der Gemeinde zugewandt stehen. Neben dem Kreuz stehen zwei Leuchter oder werden von Leuchterträgern gehalten. Die Kreuzverehrung erfolgt durch eine einfache Kniebeuge. |                                                                                |
| Prozession mit dem Allerheiligsten | An der Prozession nehmen alle anwesenden Kleriker und Ministranten teil; ein Baldachin und Weihrauch werden mitgeführt; der Hymnus Vexilla regis wird gesungen. | Das Allerheiligste wird nur vom Diakon oder Priester mit zwei Leuchterträgern zum Altar gebracht; dabei werden drei kurze Antiphonen gesungen. | In der weiteren Entwicklung ab 1970 setzte sich zur Übertragung Stille durch.  |
| Kommunionfeier                     | Nur der Priester empfängt die Kommunion. Es wird Wein durch Einsenken eines Bruchstücks der Hostia praesanctificata konsekriert (Kontaktkonsekration). | Die Riten werden vereinfacht; die Elevation der Hostie unterbleibt, ebenfalls die Konsekration von Wein. Alle Anwesenden können die Kommunion empfangen. |                                                                                |